# Ройтберг Яків Абрамович
Ройтберг Яків Абрамович (16 серпня 1925, с. Озаринці, УРСР − 21 лютого 2007, Галле, Німеччина) − доктор фізико-математичних наук, професор, лауреат Державної премії України в галузі науки і техніки (1998). Засновник та завідувач (протягом 28 років) кафедри математичного аналізу Чернігівського державного педагогічного інституту імені Т. Г. Шевченка.

## Життєпис
Народився 1925 року в с. Озаринці Могилів-Подільського району на Вінниччині в сім'ї робітника та домогосподарки, онук місцевого рабина на ім'я Гедаль. В 1933 році пережив в рідному селі Голодомор, про що залишив спогади. Разом навчався та товаришував з майбутнім доктором медичних наук Йоном Лазаревичем Дегеном — асом танкового бою та фронтовим поетом, та майбутнім кінодраматургом Борисом Наумовичем Хандросом — Заслуженим працівником культури України.
Напередодні німецько-радянської війни закінчив середню школу, з липня 1941 по березень 1944 перебував на окупованій нацистськими загарбниками території, пережив Голокост. Спочатку перебував в єврейському гетто, організованому в рідному селищі. Пізніше доправлений в концентаційний табір Печори, з якого здійснив втечу. У березні 1944 мобілізований в Радянську Армію, але в листопаді цього ж року був важко поранений (в голову та руку), після лікування у госпіталі демобілізований за інвалідністю.
В 1945 році вступив до Київського державного університету на механіко-математичний факультет, який закінчив у 1950 році й одержав диплом з відзнакою.
За направленням працював вчителем математики в Лебединському та Коломийському учительських інститутах. З 1955 року переведений до Станіславського педінституту, де й розпочав свою наукову діяльність під керівництвом доктора фізико-математичних наук професора Ю. М. Березанського (з 1988 р. академік НАН України). Під час роботи з Березанським зацікався питаннями функціонального аналізу та його застосування в теорії диференціальних рівнянь еліптичного типу, обрав тему кандидатської дисертації «Про розклад за власними функціями самоспряжених еліптичних операторів».
З 25 серпня 1962 року обраний по конкурсу на посаду старшого викладача у Чернігівський педагогічний інститут (ЧДПІ) імені Т. Г. Шевченка, який на той час очолював В. М. Костарчук. На цей час вже мав 3 видані наукові роботи, і ще 5 робіт, поданих до друку.
22 червня 1963 р. рішенням Об'єднаної ради інститутів математики, кібернетики і Головної астрономічної обсерваторії АН УРСР Якову Абрамовичу Ройтбергу було присуджено вчений ступінь кандидата фізико-математичних наук.
У ЧДПІ імені Т. Г. Шевченка Яків Абрамович пройшов шлях від молодого вченого до науковця міжнародного рівня, саме на чернігівський період припадає розквіт його наукового та науково-педагогічного таланту. Активно співпрацював з професором З. Г. Шефтелем.
У 1972 році за ініціативою Я. А. Ройтберга створена кафедра математичного аналізу ЧДПІ, незмінним завідувачем якої він був до 2000 року. З 11 науково-педагогічних працівників кафедри 9 мали вчені ступені і звання.
З 1990 року був науковим керівником теми № 1-90 «Теорія розв'язання еліптичних і гіперболічних задач у повній шкалі просторів типу Соболевських і її застосування», яка була частиною Програми розвитку фундаментальних і прикладних досліджень в галузі математики в Україні.
У 2000 році вийшов на пенсію через важкий інсульт, емігрував разом з родиною до Німеччини, в місто Галле, де пішов з життя у 2007 році.

## Науковий здобуток
- Автор більше 120 наукових праць, серед яких ряд важливих і вагомих методичних посібників і підручників для студентів математичних спеціальностей.
- Під науковим керівництвом Я. А. Ройтберга захищено 8 кандидатських дисертацій.
- Виступав з доповідями на багатьох семінарах, в тому числі у Московському, Воронезькому, Харківському університетах, в Обчислювальному центрі м. Донецька, в інституті математики УРСР, в Інституті математики Сибірського відділення АН СРСР.
- Був учасником багатьох всесоюзних та міжнародних конференцій, шкіл та симпозіумів (Москва, Мінськ, Донецьк, Одеса, Львів, Іркутськ, Воронеж, Крим, Росток, Відень, Софія, Будапешт, Регенсбург, Хольцхау).
- Упродовж п'яти років в ЧДПІ проводились Всесоюзні математичні олімпіади «Студент та науково-технічний прогрес» серед педагогічних вищих навчальних закладів, організатором та керівником яких був Я. А. Ройтберг.
- У 1990—1991 роках — опублікував монографію «Эллиптические граничные задачи в обобщенных функциях» (Elliptic Boundary Value Problems in the Spaces of Distributions), в якій підсумував та узагальнив результати 20 років дослідницької роботи. У 1996 році монографія вийшла англійською мовою у видавнизтві Kluwer Academic Publishers.
- У 1999 році у видавництві Kluwer Academic Publishers вийшла друга монографія «Boundary Value Problems in the Spaces of Distributions» як продовження та узагальнення першої.

## Нагороди та відзнаки
- Кавалер ордена Вітчизняної війни I ступеня (1985)
- Державна премія України в галузі науки і техніки 1998 року за цикл монографій «Нові методи в теорії узагальнених функцій та їх застосування до математичної фізики» (указ Президента України)
- Нагороджений значком «Відмінник освіти СРСР»
- Член Американського математичного товариства (AMS)
- Член німецького Товариства прикладної математики і механіки (GAMM)
- Нагороджений Почесною грамотою Обкому профспілки працівників освіти, вищої школи і наукових закладів

## Родина
- Сестра — Бася Абрамівна, вчитель математики в м. Чернігові
- Сестра — Раїса Абрамівна
- Брат — Самуїл Абрамович
- Дружина — Рита Ісаківна, вчитель математики в м. Чернігові
- Донька — Інна Яківна, кандидат фізико-математичних наук
- Син — Борис Якович, програміст